# Castillo Marugame
El castillo Marugame (丸亀城 Marugame-jō?), también conocido como castillo Kameyama, es una fortificación japonesa de tipo hira-yama —situado sobre una montaña y rodeado de una planicie— localizada en Marugame, parte de la prefectura de Kagawa (Japón).

## Historia
Las raíces del castillo actual se encuentran en 1587, cuando el castillo de Marugame era la residencia del señor de la provincia de Sanuki, Ikoma Chikamasa. En 1597, Chikamasa construyó el castillo de Takamatsu como su nueva ubicación desde la cual gobernar y entregó el castillo de Marugame a su hijo, Ikoma Kazumasa.
En 1869, un incendio arrasó la fortaleza y destruyó muchas de las estructuras. Además de los muros de piedra, pocos de los edificios del castillo de Marugame se conservan en la actualidad: las puertas ote-ichino, ote-nino y el tenshu, que gozó de una importante restauración en 1950. Estos edificios originales han sido declarados Bienes Culturales Importantes por el gobierno japonés. La torre principal de la fortificación es una de las doce construidas antes del inicio del período Meiji. El castillo se conserva dentro del recinto del parque Kameyama y su museo se encuentra en el tenshu.

## Características

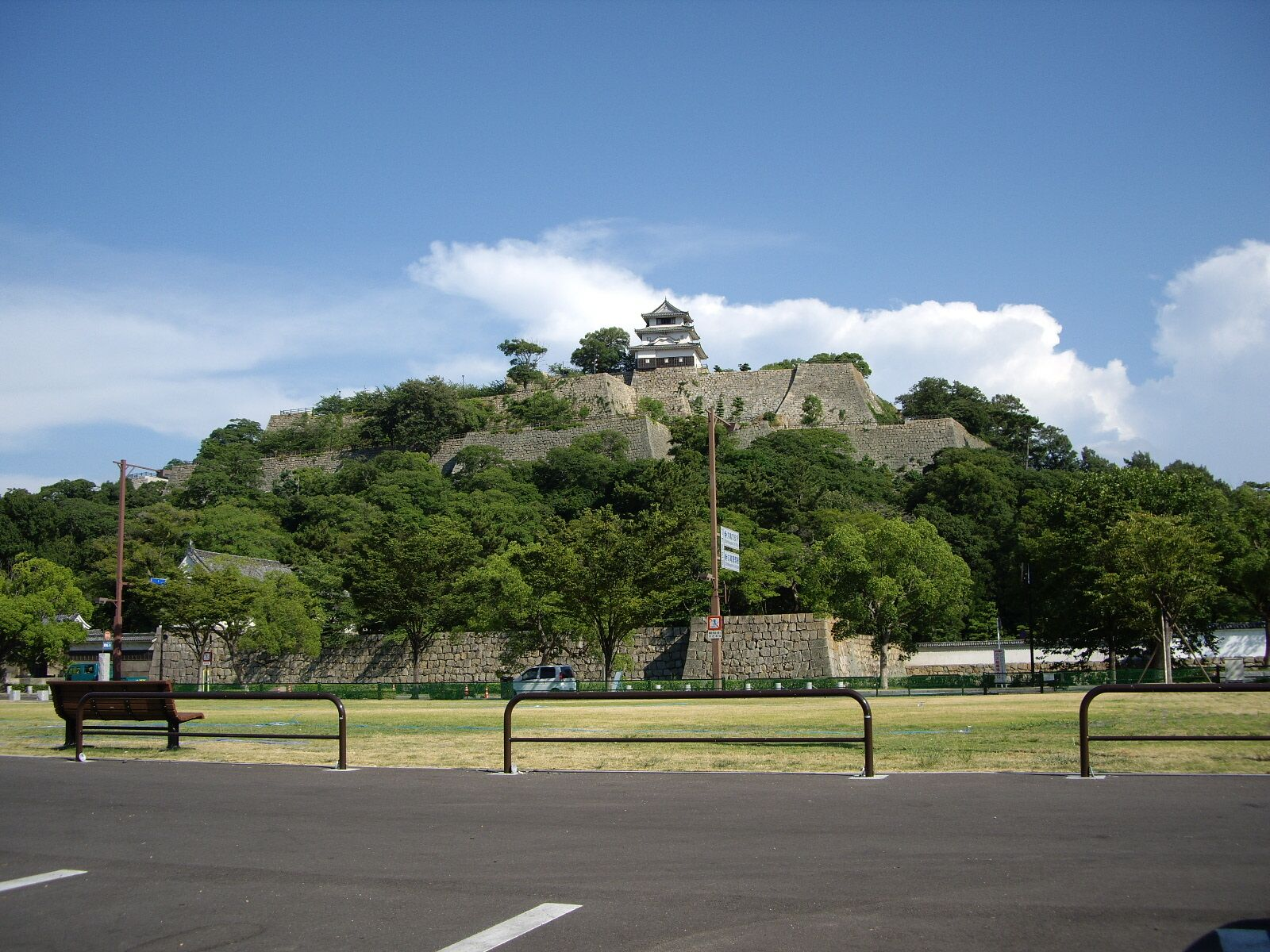
El castillo desde la base de la montaña.

El tenshu del castillo es el más pequeño de Japón y, a su vez, el más pequeño de Shikoku con 15 metros de altitud. En su momento albergaba la residencia del señor feudal, por lo que poseía un tatami, pero este fue eliminado cuando el edificio se convirtió en una torre de observación. Cuatro capas de muros separan la cima de la montaña del pie, con una diferencia de altura de 60 metros. De este modo, el ishigaki (muro de piedra) de la fortaleza se trata del más elevado del país. Estos muros se construyeron usando el estilo kirikomihagi, que consiste en seleccionar las rocas que encajen de forma precisa con las demás. A su vez, el diseño de la muralla se concibió con la técnica ougi-no-kobai (扇の勾配)?), por lo cual las paredes de los muros presentan una forma curvada. Este sistema tenía la finalidad de evitar que las bases de piedra colapsaran durante los terremotos y de dificultar que los enemigos escalaran a los edificios.